# Trididemnum reticulatum
Trididemnum reticulatum är en sjöpungsart som beskrevs av Kott 2004. Trididemnum reticulatum ingår i släktet Trididemnum och familjen Didemnidae. Inga underarter finns listade i Catalogue of Life.